# Unveiling
Unveiling (z ang. "Odsłonięcie") – debiutancki album polskiego saksofonisty jazzowego Marcina Stefaniaka nagrany w gdyńskim trio razem z kontrabasistą Pawłem Urowskim i perkusistą Tomaszem Koprem. Płyta ukazała się w formie digipacku 3 grudnia 2017 pod szyldem Alpaka Records (nr kat. AR004). Na albumie znajduje się osiem kompozycji jazzu akustycznego autorstwa Stefaniaka. Zostały one nagrane przez Kamila Kęskę w lipcu 2016 w Akademii Muzycznej im. Feliksa Nowowiejskiego w Bydgoszczy.

## Marcin Stefaniak Trio
- Marcin Stefaniak - saksofony tenorowy i sopranowy, kompozycje, produkcja muzyczna
- Paweł Urowski - kontrabas
- Tomasz Koper - instrumenty perkusyjne

## Lista utworów
| Nr | Tytuł utworu       | Długość |
| -- | ------------------ | ------- |
| 1. | „Intro”            | 6:07    |
| 2. | „Unveiling”        | 9:44    |
| 3. | „Samaritan's Way”  | 9:39    |
| 4. | „Wheeler's”        | 6:21    |
| 5. | „K3”               | 4:15    |
| 6. | „Cieciórki”        | 6:33    |
| 7. | „Proxima centauri” | 7:27    |
| 8. | „Anachoreo”        | 7:05    |
|    |                    | 57:11   |

## Inni twórcy
- Kamil Kęska - nagranie i miks
- Marek Romanowski (Maro Records) - mastering
- Marek Lubner - fotografia
- Piotr Kempiński - projekt graficzny